# Tommy Thompson (giocatore di football americano)
Lurtis Pryor Thompson (Hutchinson, 15 agosto 1916 – Hutchinson, 22 aprile 1989) è stato un giocatore di football americano statunitense che ha giocato nel ruolo di quarterback nella National Football League (NFL). Al college giocò a football alla Tulsa University

## Carriera
Thompson fu titolare a periodi alterni dei Philadelphia Eagles che guidò a tre finali del campionato NFL consecutive, incluse le vittorie dei titoli del 1948 e 1949. I suoi 25 passaggi da touchdown guidarono la lega nel 1948. Cieco da un occhio a causa di un incidente da bambino, ciò non gli impedì di perseguire la carriera professionistica e di arruolarsi nell'esercito durante la Seconda guerra mondiale.
Thompson è uno dei tre quarterback non in inattività ad avere vinto più di un campionato e non essere stato indotto nella Pro Football Hall of Fame, assieme a Jim Plunkett e Jack Kemp. Ray Didinger di CSNPhilly lo ha classificato tra i migliori 5 quarterback degli Eagles di tutti i tempi per i suoi contributi ai due titoli vinti.

## Palmarès

### Franchigia
- Campionati NFL : 2

Philadelphia Eagles: 1948, 1949

### Individuale
- Convocazioni al Pro Bowl: 1

1942

## Statistiche
| Yard passate  | 10.385 |
| Touchdown     | 91     |
| Intercetti    | 103    |
| Passer rating | 66,5   |